# Zeuxidia prodigiosa
Zeuxidia prodigiosa är en fjärilsart som beskrevs av Hans Fruhstorfer 1911. Zeuxidia prodigiosa ingår i släktet Zeuxidia och familjen praktfjärilar. Inga underarter finns listade i Catalogue of Life.